# UN/LOCODE
UN/LOCODE (englisch United Nations Code for Trade and Transport Locations „Ortscode der Vereinten Nationen für Handel und Transport“) ist ein Code für geographische Orte, der von der Wirtschaftskommission für Europa (UNECE), einer Unterorganisation der Vereinten Nationen (UNO), entwickelt und aktualisiert wird.

## Grundlagen
In über 42.000 Einträgen werden Ortsnamen von Orten mit Bedeutung für Wirtschaft und Verkehr, insbesondere Orte mit Seehäfen, Flughäfen (in diesem Fall ist die Abkürzung in der Regel identisch mit dem IATA-Code), Bahnhöfen, Knotenpunkten für Fernstraßen und Grenzübergängen, in 249 Ländern und extra klassifizierten Territorien zugeordnet.
UN/LOCODEs bestehen typischerweise aus fünf Buchstaben. Die ersten beiden Buchstaben sind der Ländercode nach ISO 3166-1 alpha-2. Der Ort innerhalb des Landes wird in der Regel durch drei weitere Buchstaben angegeben, falls die möglichen Kombinationen nicht ausreichen, können auch Ziffern verwendet werden.
UN/LOCODE definiert jeweils auch eine Schreibweise des Ortsnamens in lateinischer Schrift und vorwiegend nationaler Sprache, sowie eine Schreibweise, die ohne Diakritika (z. B. die deutschen Umlaute) auskommt.

## Beispiele
| LOCODE | Land               | Ort           | mit Diakritika |
| ------ | ------------------ | ------------- | -------------- |
| AT VIE | Österreich         | Wien          |                |
| BE BRU | Belgien            | Brussel       | Brüssel        |
| CH BRN | Schweiz            | Bern          |                |
| DE BER | Deutschland        | Berlin        |                |
| LI VDZ | Liechtenstein      | Vaduz         |                |
| LU LUX | Luxemburg          | Luxembourg    |                |
| NL AMS | Niederlande        | Amsterdam     |                |
| SE BAS | Schweden           | Bastad        | Båstad         |
| SE GOT | Schweden           | Goteborg      | Göteborg       |
| US NYC | Vereinigte Staaten | New York City |                |

Eine Liste der Ländercodes findet sich in der ISO-3166-1-Kodierliste.

## Verwendung

### Schifffahrt
Die International Maritime Organization (IMO) empfahl 2005 die Verwendung von UN/LOCODE innerhalb des automatischen Identifikationssystems AIS. Inzwischen wird der LOCODE weltweit teilweise im AIS-Verkehr zur verwechslungsfreien Beschreibung des Abgangsortes und des Bestimmungsortes eines Schiffes verwendet.